# Szent Frumentius
Szent Frumentius (4. század eleje – kb. 383) Türoszban született görög származású egyházi személy, Akszúm első püspöke, Etiópia megtérítője.

## Élete
Frumentius életét az etióp egyházi hagyományokon kívül a 4. századi görög történetiró, Tyrannius Rufinius művéből is ismerjük. 
Rufinius szerint gyermekkorában, 316 körül Frumentius és testvére Aedesius nagybátyjukat Metropiust kísérték el egy kereskedelmi vagy tudományos jellegű utazásra. Visszafelé kikötöttek a Vörös-tenger partján hogy vizet vegyenek fel, ám a helyi őslakosok az egész legénységet lemészárolták. Csak a két fiatal fiút hagyták életen, akiket egy fa alatt ülve, olvasás közben találtak meg. Eladták őket rabszolgának, majd mindketten Akszúm királyához kerültek. A király hamar megkedvelte a művelt ifjakat, különböző tisztségeket bízott rájuk (pohárnok, titkár, könyvelő) és halála előtt felszabadította őket. Az özvegy királynő ezután fia, Ezana nevelésében és annak nagykorúságáig az ország kormányzásában való segítséget kérte tőlük. 

## A térítés
Frumentius befolyását a kereszténység erősítésére használta fel. Először rávette az átutazó keresztény kereskedőket, hogy vallásukat nyilvánosan gyakorolják, majd a bennszülöttek között is térítésbe kezdett.
Amikor Ezana trónra lépett Aedesius visszatért Türöszba, ahol pap kett, Frumentius pedig tervbe vette az egész birodalom megtérítését. Alexandriába utazott, ahol Nagy Szent Atanáz pátriárkától püspököt és papokat kért. Az egyházatya a térítésre Frumentiust találta a legalkalmasabbnak, 328-ban vagy 340-346 között püspökké szentelte és visszaküldte Etiópiába.
Visszatérte után Akszúmban püspökséget alapított, megkeresztelte Ezana királyt majd templomok építésébe és további térítésbe fogott. Ő lett az etióp egyház első vezetője (abuna). A bennszülöttek a "Fény Megmutatójának", és a "Békesség Atyjának" nevezték. Az etióp egyházi hagyományokban neki tulajdonítják az Újszövetség első ge'ez nyelvű fordítását.

## Ünnepei
Szent Frumentius ünnepét a kopt egyház december 18-án, az ortodox egyházak november 30-án, a római katolikus egyház október 27-én, míg az Etióp Ortodox Egyház augusztus 1-jén tartja.

## Fordítás
- Ez a szócikk részben vagy egészben  a   Frumentius című angol Wikipédia-szócikk fordításán alapul.  Az eredeti cikk szerkesztőit annak laptörténete sorolja fel. Ez a jelzés csupán a megfogalmazás eredetét és a szerzői jogokat jelzi, nem szolgál a cikkben szereplő információk forrásmegjelöléseként.